# Catharina van Bjurum
Catharina Karlsdotter van Bjurum (overleden te Stockholm op 7 september 1450) was van 1448 tot aan haar dood koningin-gemalin van Zweden en van 1449 tot aan haar dood koningin-gemalin van Noorwegen.

## Levensloop
Catharina was een dochter van edelman Karel Ormsson. Op 5 oktober 1438 huwde ze met Karel Knutsson Bonde (1409-1470), die in 1438 door de Zweedse Rijksraad was aangesteld tot regent van het land. Hierdoor werd Catharina de facto koningin van Zweden, een ceremoniële functie die ze tot in 1440 vervulde, toen haar echtgenoot werd vervangen als regent. Karel en Catharina hadden voor hun huwelijk dispensatie aan de paus moeten vragen, omdat Catharina verwant was aan de eerste echtgenote van Karel. Hun huwelijk was gelukkig en het echtpaar kreeg acht kinderen.
In 1448 werd haar echtgenoot opnieuw regent van Zweden, om daarna tot koning gekroond te worden. Catharina zelf werd op 2 juli 1448 tot koningin gekroond, in de Kathedraal van Uppsala. In 1449 werd het echtpaar eveneens koning en koningin-gemalin van Noorwegen. Koningin Catharina werd omschreven als mooi en opgewekt, creëerde aan het hof een toffe omgeving en relaxte atmosfeer en ontving persoonlijk de gasten die op audiëntie kwamen.
In september 1450 was Catharina een van de vele slachtoffers van de pestepidemie die Stockholm had getroffen. Ze werd bijgezet in de Abdij van Vadstena en werd na haar dood diep betreurd door haar echtgenoot.

## Nakomelingen
Catharina en haar echtgenoot Karel kregen acht kinderen:
- Margaretha (1442-1462)
- Magdalena (1445-1495), huwde in 1466 met edelman Ivar Axelsson Tott
- Richezza (1445-?), zuster in de Abdij van Vadstena
- Birgitta (1446-1469), zuster in de Abdij van Vadstena
- vier jonggestorven zoons

- LIBRIS: 275420
- Virtual International Authority File: 66449280